# Herb Trimpe
Herb Trimpe (Peekskill, NY, 26 de maig de 1939 — 13 d'abril de 2015) fou un dibuixant de còmics —i, ocasionalment, escriptor— estatunidenc, més conegut pels seus treballs en L'increïble Hulk i acreditat com el cocreador, junt amb Len Wein i John Buscema, del personatge Llobató a principis de la dècada del 1970.

## Biografia
Trimpe entrà a treballar a Marvel Comics l'any 1967. Pel que fa a l'inici dels seus còmics, va dir: 
| « | John Verpoorten tenia un company de classe a l'escola d'arts visuals. Quan vaig sortir de les Forces aèries l'octubre de 1966, ell treballava en el departament de producció de Marvel. Va dir que estaven contractant gent per fer feines per encàrrec i que hauria d'anar a l'oficina i ensenyar-li els meus treballs a Sol Brodsky, que era la mà dreta d'Stan Lee aleshores. Vaig dir, 'd'acord'. Després, mentre era al departament de copisteria, vaig fer Phantom Eagle per encàrrec, la primera historieta que vaig il·lustrar, crec." | » |

I sobre el seu primer treball de plantilla per Marvel, digué: 
| « | L'entintat per encàrrec s'havia acabat. […] m'estava preparant per reunir alguns materials i anar a DC i a Charlton quan vaig rebre una trucada de Sol Brodsky, que era el cap de producció. Va dir que necessitaven algú de plantilla al departament de producció per operar una màquina fotoestàtica nova que acabaven de comprar i per fer algunes feines de producció. Principalment operaria la màquina fotoestàtica i no hauria d'estar assegut en un escriptori, però seria capaç d'agafar algun encàrrec per il·lustrar i entintar. Això d'alguna manera em va obrir les portes. La feina de plantilla no es pagava gaire bé pels estàndards actuals; crec que vaig començar amb un salari de 135 dòlars a la setmana, que no era tan poc como sona. Cal recordar que era l'any 1966 i aquell era un sou relativament bo per començar. | » |

Trimpe va romandre a la Marvel fins a l'any 1996. Fou acomiadat quan la Marvel va declarar-se en bancarrota i va tornar a l'escola per obtenir el títol. Posteriorment va ensenyar art en una escola d'educació secundària i superior rural durant dos anys. Va dedicar-se a altres projectes d'historietes fins que va morir l'any 2015. L'obra pòstuma de Trimpe és el número 1 d'All Time Comics: Crime Destroyer, publicat per Fantagraphics en març de 2017:
| «            | …vaig contactar amb Herb Trimpe i li vaig oferir dibuixar un còmic d'una sèrie que volia editar i escriure. Li vam oferir un preu per pàgina decent i, sorprenentment, va dir que sí i ara publicarem el que serà —de moment— el seu darrer còmic. | » |
| — Josh Bayer | |   |

## Guardons
Ha rebut diversos premis en reconeixement de la seva labor. Entre els seus guardons s'hi inclou una nominació al premi Shazam al millor entintador d'humor l'any 1973 i un premi a l'Humanitari de l'any a la convenció de còmics de San Diego de 2002, per la seva feina com a capellà al World Trade Center de Nova York després dels atemptats de l'11-S.